# Sainte-Christie-d'Armagnac
Sainte-Christie-d'Armagnac é uma comuna francesa na região administrativa de Occitânia, no departamento de Gers. Estende-se por uma área de 22,5 km². Em 2010 a comuna tinha 388 habitantes (densidade: 17,2 hab./km²).